# Харолд и Мод (филм, 1971)
Вижте пояснителната страница за други значения на Харолд и Мод.
„Харолд и Мод“ (на английски: Harold and Maude) е американски култов филм класика от 1971 г. на режисьора Хал Ашби. Филмът е включен в 100-те най-смешни филма на Американския филмов институт. В него има екзистенциализъм, драма, черен хумор и романтика. Сценарият е на Колин Хигинс, който публикува едноименния си роман през 1971 г. Филмът е заснет в района на Сан Франциско. „Харолд и Мод“ се играе известно време и на Бродуей.

## Сюжет
Харолд е младеж на 19 години, който е отегчен и често извършва фалшиви, театрални самоубийства, за да накара майка си, която го пренебрегва, да му обърне внимание, тъй като тя е погълната и се интересува само от светския живот. След поредното „самоубийство“ майка му решава, че е време той или да се запише в армията, или да се ожени, за да има животът му смисъл.
Неочаквано, на едно погребение, Харолд среща доста по-възрастна от него жена, Мод, бивша концлагеристка, с която извършват няколко лудории и спят заедно. Той се влюбва в нея и иска да се оженят. Организира честване на 80-ия ѝ рожден ден, на който тя му заявява, че е погълнала отрова и ще умре в полунощ, защото според нея това е подходяшата възраст, за да си отиде човек от този свят. Той я закарва в болница, където тя умира, след което кара колата си до ръба на една пропаст (поредното фалшиво самоубийство) и камерата го показва как свири на своето банджо.

## В ролите
| Изпълнител    | Роля                    |
| ------------- | ----------------------- |
| Рут Гордън    | Мод                     |
| Бъд Корт      | Харолд Паркър Чейзън    |
| Вивиан Пикълс | Мисис Чейзън            |
| Сирил Кюзак   | Главк                   |
| Чарлз Тайнър  | Чичо Виктор             |
| Елън Гиър     | Съншайн Доре            |
| Том Скерит    | Офицер от Полицията     |
| Ерик Кристмас | Свещеникът              |
| Джордж Ууд    | Психоаналитик на Харолд |

## В България
В България е адаптиран за театър и телевизионен театър. Хачо Бояджиев режисира телевизионната постановка през 1986 г. със Стефан Данаилов (Харолд) и Леда Тасева (Мод) в главните роли. Поставяна е и в театър „Възраждане“.